# ميكالويوس كونستانتيناس تشيورليونيس
ميكالويوس كونستانتيناس تشيورليونيس (ملاحظة 1) ‏ (مواليد 22 سبتمبر 1875 - وفيات 10 أبريل 1911) كان رساماً ومؤلفاً موسيقياً وكاتباً من ليتوانيا.
لأعمال تشيورليونيس تأثير في المدرسة الرمزية ومدرسة الفن الجديد؛ كما كان ممثلاً لحقبة نهاية القرن الثقافية. يعد ميكالويوس كونستانتيناس تشيورليونيس أيضاً رائداً من روّاد الفن التجريدي في أوروبا.

## هوامش
- ملاحظة 1 باللغة الليتوانية: Mikalojus Konstantinas Čiurlionis واللغة البولندية: Mikołaj Konstanty Czurlanis

## روابط خارجية
- ميكالويوس كونستانتيناس تشيورليونيس على موقع IMDb (الإنجليزية)
- ميكالويوس كونستانتيناس تشيورليونيس على موقع الموسوعة البريطانية (الإنجليزية)
- ميكالويوس كونستانتيناس تشيورليونيس على موقع ميوزك برينز (الإنجليزية)
- ميكالويوس كونستانتيناس تشيورليونيس على موقع أول ميوزيك (الإنجليزية)
- ميكالويوس كونستانتيناس تشيورليونيس على موقع ديسكوغز (الإنجليزية)